# Lac Bellemare (Passes-Dangereuses)
Pour les articles homonymes, voir Bellemare et Lac Bellemare.
Le lac Bellemare est plan d’eau douce se déversant dans le ruisseau Bellemare, situé dans le territoire non organisé de Passes-Dangereuses, dans la municipalité régionale de comté (MRC) de Maria-Chapdelaine, dans la région administrative du Saguenay–Lac-Saint-Jean, dans la province de Québec, au Canada.
La vallée du ruisseau Bellemare est desservie par le chemin Alliance R0257 (venant du Sud) lequel passe entre le lac Bellemare et le lac Connelly. Au Nord-Est du lac Bellemare, la route forestière R0257 comporte un embranchement soit la R0255 laquelle se dirige vers le Nord-Ouest pour enjamber la rivière Mistassibi et desservir la zone de la rive Ouest de cette dernière. Quelques routes forestières secondaires desservent le secteur surtout pour les besoins de la foresterie et des activités récréotouristiques.
La surface du lac Bellemare est habituellement gelée de la fin novembre au début avril, toutefois la circulation sécuritaire sur la glace se fait généralement de la mi-décembre à la mi-avril.

## Géographie
Les principaux bassins versants voisins du lac Bellemare sont :
- côté nord : lac Malfait, rivière Mistassibi, ruisseau Fall, rivière aux Oiseaux, lac Connelly ;
- côté est : lac Milot, ruisseau Milot, lac Connelly, rivière Doucet, Petite rivière Péribonka, rivière Alex ;
- côté sud : Petit lac Bellemare, ruisseau Bellemare, rivière Mistassibi, rivière Perron,ruisseau Milot, rivière Savard ;
- côté ouest : rivière Mistassibi, rivière aux Rats, lac des Poissons Blancs.

Le lac Bellemare comporte une superficie de km2, une longueur de 2,7 km, une largeur maximale de 1,4 km et une altitude de 202 m.
Le lac Bellemare constitue le principal plan d’eau de tête du ruisseau Bellemare. Il comporte deux grandes parties délimitées par un détroit de 0,28 km formé par une presqu’île rattachée à la rive Ouest et une autre rattachée à la rive Ouest. Entièrement situé en zone forestière, ce lac est alimenté par huit ruisseaux dont deux décharges de lacs.
L’embouchure du lac Bellemare est localisée au fond d’une baie de la rive Sud du lac, soit à :
- 6,4 km à l’Est du cours de la rivière Mistassibi ;
- 4,7 km au Sud-Est du lac Malfait ;
- 6,4 km au Nord-Est de l’embouchure du ruisseau Bellemare (confluence avec la rivière Mistassibi) ;
- 8,4 km au Sud-Ouest d’une baie du lac Connelly ;
- 43,4 km au Nord de l’embouchure de la rivière Mistassibi (confluence avec la rivière Mistassini) ;
- 63,6 km au Nord de l’embouchure de la rivière Mistassini (confluence avec le lac Saint-Jean)[1].

À partir de l’embouchure du lac Bellemare, le courant coule sur 9,4 km généralement vers le Sud-Ouest notamment en traversant des zones de marais et le Petit lac Bellemare en suivant le cours du ruisseau Bellemare jusqu’à la rive Nord-Est de la rivière Mistassibi. De là, le courant descend le cours de la rivière Mistassibi sur 33,3 km vers le Sud, puis le cours de la rivière Mistassini sur 22,7 km vers le Sud-Ouest. À l’embouchure de cette dernière, le courant traverse le lac Saint-Jean sur 42,7 km vers l’Est, puis emprunte le cours de la rivière Saguenay vers l’Est sur 155 km jusqu'à la hauteur de Tadoussac où il conflue avec le fleuve Saint-Laurent.

## Toponymie
Le terme « Bellemare » constitue un patronyme de famille d’origine française.
Le toponyme « lac Bellemare » a été officialisé le 5 décembre 1968 par la Commission de toponymie du Québec.